# Pilchowice
Pilchowice è un comune rurale polacco del distretto di Gliwice, nel voivodato della Slesia.

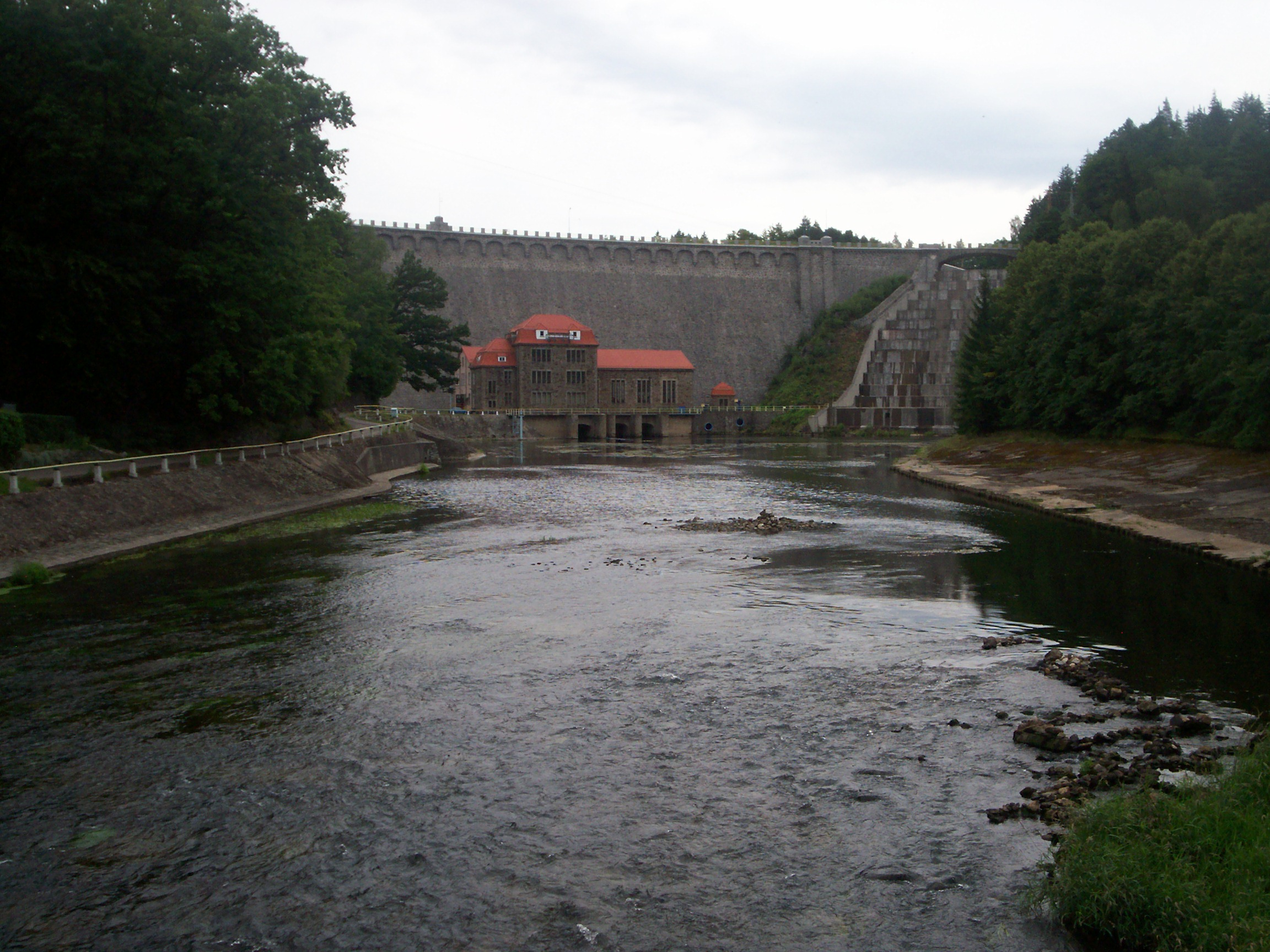
La diga idroelettrica

Ricopre una superficie di 67,51 km² e nel 2004 contava 10 137 abitanti.